# پاک‌چوب زرد
پاک‌چوب زرد (Vitex lignum-vitae) از درختان جنگل‌های بارانی شرق استرالیا است. این گیاه در مناطق خشک، نیمه‌گرمسیری و جنگل‌های بارانی گرمسیری رودخانه ریچموند، نیو ساوث ویلز تا شبه‌جزیره کیپ یورک در شمالی‌ترین نقطه استرالیا به صورت خودرو می‌روید. پاک‌چوب زرد در گینه نو نیز می‌روید.